# Comanthus imbricatus
Comanthus imbricatus is een haarster uit de familie Comatulidae.
De wetenschappelijke naam van de soort werd in 1908 gepubliceerd door Austin Hobart Clark.